# Kiembu jezik
Kiembu jezik (ISO 639-3: ebu), jezik plemena Embu, kojim govori oko 429 000 ljudi (1994 I. Larsen) u provinciji Eastern u Keniji, distrikt Embu. Ima dva dijalekta mbeere (mbere, kimbeere) 61 725 (Heine and Möhlig 1980) i embu (150 000).
Klasificira se centralnoj bantu skupini u zoni E, nekada podskupini kikuyu-kamba (E.20), danas u Kikuyu-Kamba (E.52). Neki od njih služe se i jezikom gikuyu [kik] koji se učio u školama.

## Vanjske poveznice
- Ethnologue (14th)
- Ethnologue (15th)